# Episodi di Captain Laserhawk: A Blood Dragon Remix
La prima stagione della serie animata Captain Laserhawk: A Blood Dragon Remix, composta da 6 episodi, è stata distribuita su Netflix, in tutti i paesi in cui è disponibile, il 19 ottobre 2023.
| n° | Titolo originale | Titolo italiano | Pubblicazione USA | Pubblicazione Italia |
| -- | ---------------- | --------------- | ----------------- | -------------------- |
| 1  | Episode 1        | Episodio 1      | 19 ottobre 2023   | 19 ottobre 2023      |
| 2  | Episode 2        | Episodio 2      | 19 ottobre 2023   | 19 ottobre 2023      |
| 3  | Episode 3        | Episodio 3      | 19 ottobre 2023   | 19 ottobre 2023      |
| 4  | Episode 4        | Episodio 4      | 19 ottobre 2023   | 19 ottobre 2023      |
| 5  | Episode 5        | Episodio 5      | 19 ottobre 2023   | 19 ottobre 2023      |
| 6  | Episode 6        | Episodio 6      | 19 ottobre 2023   | 19 ottobre 2023      |

## Episodio 1
- Titolo originale: Episode 1
- Diretto da: Mehdi Leffad
- Scritto da: Alex Larsen

### Trama
Dolph Laserhawk un ex soldato potenziato ciberneticamente, e il suo compagno e amante Alex Taylor decidono di darsi al crimine per poter fuggire da Eden la tecnocrazia in cui vivono che ha promesso al suo popolo benessere e serenità in cambio del controllo totale. Durante il furto di un gadget inestimabile però Alex tradisce Laserhawk che viene catturato e reclutato dalla direttrice del Supermaxx che ha fatto impiantare una bomba nella sua testa e in quella di altri quattro prigionieri. Assieme agli altri criminali, Dolph si ritrova quindi obbligato a guidare la squadra in una serie di operazioni segrete.

## Episodio 2
- Titolo originale: Episode 2
- Diretto da: Mehdi Leffad
- Scritto da: Samuel Laskey

### Trama
La prima missione della squadra di Laserhawk è infiltrarsi nella pagoda del boss della Triade Pagan Min per rubare il superscope uno strumento in grado di aprire portali verso altre dimensioni. Una volta dentro però la squadra viene catturata dalle guardie di Min a causa di Laserhawk sconvolto per aver trovato il suo ex compagno Alex Taylor nella camera di Pagan, dopo averli legati quest'ultimo uccide Jade con un colpo di pistola, Dolph chiede quindi a Warden di attivare la bomba nella testa di Jade così da liberarsi, dopo un violento scontro Alex fugge con il superscope e Pagan Min viene ucciso da un vendicativo Pey'j, infuriato per la perdita della sua amata Jade.

## Episodio 3
- Titolo originale: Episode 3
- Diretto da: Mehdi Leffad
- Scritto da: Samuel Laskey

### Trama
Dopo aver rubato il superscope, Alex Taylor ha aperto un portale interdimensionale da cui sono usciti dei violenti kaiju che hanno invaso MegaCity, l'obiettivo della squadra è quindi quello di reperire informazioni alla fabbrica della Cobra Juice e fermare il piano di Alex. Nel frattempo Rayman, il volto televisivo di Eden viene licenziato dal consiglio di amministrazione e rimpiazzato con una sua copia. Laserhawk e gli altri si dirigono all'Arena della Eden Wrestling Federation dove al pubblico sono stati distribuiti degli strani occhiali che controllano la mente degli esseri umani e lì inducono ad essere aggressivi contro gli ibridi. Grazie all'aiuto di Pey'j, Warden scopre che a mandare il segnale sono due antenne, Bullfrog e Laserhawk si precipitano quindi a disattivarle. Sul tetto insieme all'antenna Dolph trova Alex che cerca di dissuaderlo, ma Laserhawk lo respinge e lo uccide con il suo cannone, poco prima di morire però Taylor rivela al capitano che la sua rivoluzione è solo all'inizio e che una volta che l'odio si è diffuso niente può fermarlo, alludendo alla rabbia accumulata negli anni nei confronti degli umani da parte degli ibridi.

## Episodio 4
- Titolo originale: Episode 4
- Diretto da: Mehdi Leffad
- Scritto da: Alex Larsen

### Trama
Sarah, ormai traditrice di Eden fugge verso New Wasteland portando Laserhawk con se, ma quest'ultimo non è intenzionato ad avvertire Marcus Holloway, ma prima che possa partire uno scontro entrambi vengono addormentati e catturati. Quando si risvegliano i due si ritrovano al Supermaxx, dove Sarah racconta a Dolph del suo passato, rivelandogli di suo padre il leggendario Sam Fisher. I due un giorno si recano da una squadra di hacker capitanata dal famigerato Marcus Holloway, per alterare lo status da sovversiva di Sarah, ma quest'ultima li denuncia all'Eden, Holloway e la sua squadra vengono rinchiusi in una struttura per la riabilitazione nella realtà virtuale dove le menti dei prigionieri vengono inseriti nei bot dell'Eden. A Sam Fisher è stata concessa la libertà vigilata e così un giorno mette in atto un piano di salvataggio per salvare Marcus Holloway dalla sua prigionia, insieme i due iniziarono una vera e propria rivoluzione. Dopo il racconto Dolph e Sarah si rendono conto di non essere al Supermaxx ma nella struttura virtuale di Holloway.

## Episodio 5
- Titolo originale: Episode 5
- Diretto da: Mehdi Leffad
- Scritto da: Craig Coyne

### Trama
Rayman riceve uno strano messaggio che lo invita a parlare con Bullfrog (catturato dopo la fuga di Sarah e Laserhawk) al tribunale, per scoprire la verità. Bullfrog spiega a Rayman che l'Eden non ha fatto altro che usarlo per tutto il tempo, quest'ultimo decide quindi di vendicarsi. Nel frattempo Laserhawk capisce di aver lasciato indietro un suo amico e sceglie di voler tornare a MegaCity per salvarlo, Sarah invece viene risparmiata da Holloway che decide di dare una chance alla ragazza, ma quest'ultima lo inganna e trasmette un virus alla struttura di Marcus, rivelando le sue parti cibernetiche installate diversi anni prima dalla Eden Tech Military.

## Episodio 6
- Titolo originale: Episode 6
- Diretto da: Mehdi Leffad
- Scritto da: Alex Larsen

### Trama
Intento a tornare a MegaCity, Laserhawk scopre di avere una pericolosa infezione, iniettata da Sarah mentre lo portava via dalla città, come se non bastasse il capitano viene anche raggiunto dalle forze speciali dell'Eden. Nel frattempo Bullfrog sta per essere processato in diretta televisiva, ma Rayman raggiunge la sala del consiglio di amministrazione e ferma all'ultimo secondo l'esecuzione, poi spara a tutti i membri del consiglio. Laserhawk dopo un violento scontro con le forze speciali e con i Niji 6, raggiunge finalmente Sarah e Marcus nella struttura per la realtà virtuale, ormai stremato e dolorante il capitano si accascia a terra e quando Sarah si avvicina a lui Dolph preme il pulsante sul bracciale della ragazza che attiva la bomba nella testa di Laserhawk, riducendoli entrambi in pezzi. Sarah però non è stata distrutta, infatti dopo la violenta esplosione Holloway scopre che in realtà la ragazza era un robot e che è quindi sopravvissuta.